# Konus (Verkehrskonzept)

Logo KONUS

Das Kurzwort KONUS steht für kostenlose Nutzung des ÖPNV im Schwarzwald und bezeichnet ein Verkehrskonzept für eine umweltfreundliche Mobilität von Touristen. Es wurde 2006 eingeführt. Die KONUS-Gästekarte wird auch Schwarzwald-Gästekarte genannt; sie ersetzt die örtliche Kurkarte und ermöglicht Touristen in derzeit (Februar 2017) 146 Gemeinden die kostenlose Nutzung von Bussen und Bahnen in den neun Verkehrsverbünden des Schwarzwaldes. Im Karlsruher Verkehrsverbund gilt die Karte nur in den Teilbereichen Landkreis Rastatt und Stadt Baden-Baden sowie in den Bahnen zwischen Rastatt bzw. Bad Herrenalb und Karlsruhe (alle Busse und Bahnen im gesamten Stadtgebiet Karlsruhe).

## Übersicht
Touristen haben während ihres Aufenthalts im Schwarzwald im Geltungsgebiet des KONUS die Möglichkeit, sich von ihrem Gastgeber kostenlos eine KONUS-Gästekarte ausstellen zu lassen. Diese Gästekarte ist als Fahrausweis für die Nutzung der 2. Klasse von Fahrzeugen des öffentlichen Personennahverkehrs der teilnehmenden Verkehrsverbünde gültig. Somit ist die kostenlose Nutzung von ICE, IC, EC sowie Bergbahnen nicht beinhaltet. Jedoch gehen mit dem Besitz der Gästekarte zusätzlich zahlreiche Vergünstigungen und Preisvorteile bei Veranstaltungen und Einrichtungen im gesamten Schwarzwald einher.

### Finanzierung
Finanziert wird die KONUS-Gästekarte jeweils durch einen pauschalen Aufschlag auf die Kurtaxe, der seit 2018 47 Eurocent (ohne MwSt.) pro Übernachtung beträgt, in den Gemeinden allerdings in unterschiedlicher Höhe an die Übernachtungsgäste weitergegeben wird. Aus dem Erlös erhalten die beteiligten Verkehrsverbünde von den in ihrem Zuständigkeitsbereich teilnehmenden Gemeinden einen Beitrag.

### Entwicklung
KONUS wurde von der 2002 gegründeten Schwarzwald Tourismus GmbH (STG) und deren Geschäftsführer Christopher Krull geplant und 2005 eingeführt. Treibende Kräfte waren auf der politischen Ebene der ehemalige Bürgermeister von Hinterzarten, Hansjörg Eckert, sowie auf der Seite der Verkehrsverbünde der Geschäftsführer der Tarifgemeinschaft Ortenau (TGO), Johannes Müller. Zunächst nahmen fünf Verkehrsverbünde und die Deutsche Bahn (DB) teil. Nachdem KONUS bis Ende 2007 in 76 Gemeinden des südlichen und mittleren Schwarzwalds eingeführt war, ist der Schwarzwald durch die Beitritte der Landkreise Freudenstadt, Calw und Rastatt seit Januar 2008 mit der KONUS-Gästekarte nahezu vollständig zu bereisen. Zum 1. Januar 2012 wurde das KONUS-Gültigkeitsgebiet bis nach Karlsruhe erweitert. Krull gab dem Projekt den Namen KONUS. Der zunächst lediglich als Arbeitstitel vorgesehene Name wurde dann auch zum Markenbegriff des für Deutschland bis dahin in seinem Umfang einzigartigen touristischen Mobilitätskonzepts. KONUS nennt man üblicherweise einen konisch zulaufenden Vierkant-Generalschlüssel, mit welchem früher Eisenbahnwaggons und Linienbustüren aufgeschlossen wurden.

## Liste der teilnehmenden Verkehrsverbünde
- KVV – Karlsruher Verkehrsverbund (nur Teilbereich Landkreis Rastatt und Baden-Baden sowie in den Bahnen zwischen Rastatt bzw. Bad Herrenalb und Karlsruhe (gesamtes Stadtgebiet Bus + Bahn))
- move – Verkehrsverbund Schwarzwald-Baar-Heuberg
- RVF – Regio-Verkehrsverbund Freiburg
- RVL – Regio Verkehrsverbund Lörrach
- TGO – Tarifverbund Ortenau
- VGC – Verkehrsgesellschaft Bäderkreis Calw
- VGF – Verkehrs-Gemeinschaft Landkreis Freudenstadt
- WTV – Waldshuter Tarifverbund

## Teilnehmende Gemeinden
| - Aitern - Alpirsbach - Bad Bellingen - Bad Herrenalb - Bad Krozingen - Bad Liebenzell - Bad Peterstal-Griesbach - Bad Rippoldsau-Schapbach - Bad Säckingen - Bad Teinach-Zavelstein - Bad Wildbad - Badenweiler - Bahlingen am Kaiserstuhl - Baiersbronn - Ballrechten-Dottingen - Berghaupten - Bernau im Schwarzwald - Biberach - Biederbach - Blumberg | - Böllen - Bötzingen - Bollschweil - Bonndorf im Schwarzwald - Bräunlingen - Breisach am Rhein - Breitnau - Buchenbach - Bühlertal - Dachsberg - Dobel - Donaueschingen - Dornstetten - Durbach - Ehrenkirchen - Eichstetten am Kaiserstuhl - Eisenbach (Hochschwarzwald) - Elzach - Endingen am Kaiserstuhl - Enzklösterle | - Feldberg - Fischerbach - Forbach - Freiamt - Freudenstadt - Friedenweiler - Fröhnd - Furtwangen im Schwarzwald - Gaggenau - Gengenbach - Gernsbach - Glottertal - Gottenheim - Grafenhausen - Gütenbach - Gutach (Schwarzwaldbahn) - Gutach im Breisgau - Häg-Ehrsberg - Häusern - Haslach im Kinzigtal | - Hausach - Herrischried - Hinterzarten - Höchenschwand - Höfen an der Enz - Hofstetten - Horben - Hornberg - Hüfingen - Ibach - Ihringen am Kaiserstuhl - Kandern - Kappelrodeck - Kirchzarten - Kleines Wiesental - Küssaberg - Lahr/Schwarzwald - Lauf - Laufenburg - Lautenbach - Lauterbach | - Lenzkirch - Löffingen - Lörrach - Loffenau - Loßburg - Malsburg-Marzell - Mühlenbach - Müllheim im Markgräflerland - Münstertal/Schwarzwald - Neubulach - Nordrach - Oberharmersbach - Oberkirch - Oberried - Oberwolfach - Ohlsbach - Oppenau - Ottenhöfen - Pfalzgrafenweiler - Rickenbach - Sasbach | - Sasbach am Kaiserstuhl - Sasbachwalden - Schenkenzell - Schiltach - Schluchsee - Schömberg - Schönau im Schwarzwald - Schönenberg - Schönwald im Schwarzwald - Schonach im Schwarzwald - Schramberg - Seebach (Baden) - Seewald - Sexau - Simonswald - St. Blasien - St. Georgen im Schwarzwald - St. Märgen - St. Peter - Staufen im Breisgau - Stegen - Steinach | - Stühlingen - Sulzburg - Titisee-Neustadt - Todtmoos - Todtnau - Triberg im Schwarzwald - Tunau - Ühlingen-Birkendorf - Unterkirnach - Utzenfeld - Vöhrenbach - Vogtsburg im Kaiserstuhl - Waldachtal - Waldkirch - Wehr (Baden) - Weilheim (Baden) - Wembach - Wieden - Winden im Elztal - Wittnau - Wolfach - Zell am Harmersbach - Zell im Wiesental |

Stand: 23. April 2024

## Kritik
Kritisiert wird, dass die Stadt Freiburg im Breisgau sich weigert, dem System beizutreten. Zwar profitiert sie davon, dass Touristen aus dem Umland dank Konus die Stadt besuchen, Beherbergungsbetriebe in Freiburg geben die Karte jedoch nicht aus.

## Ähnliche Konzepte
Ähnliche Verkehrskonzepte sind das GUTi im Bayerischen Wald, das VRM-Gästeticket im Landkreis Cochem-Zell und das VHB-Gästeticket im Landkreis Konstanz.